# Eugen Alexander von Thurn und Taxis

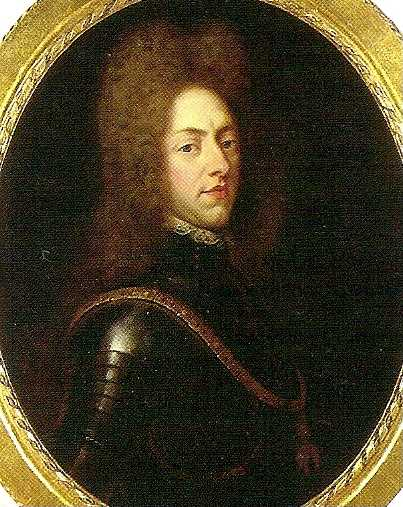
Zeitgenössisches Porträt

Wappen des Fürstenhauses von Thurn und Taxis

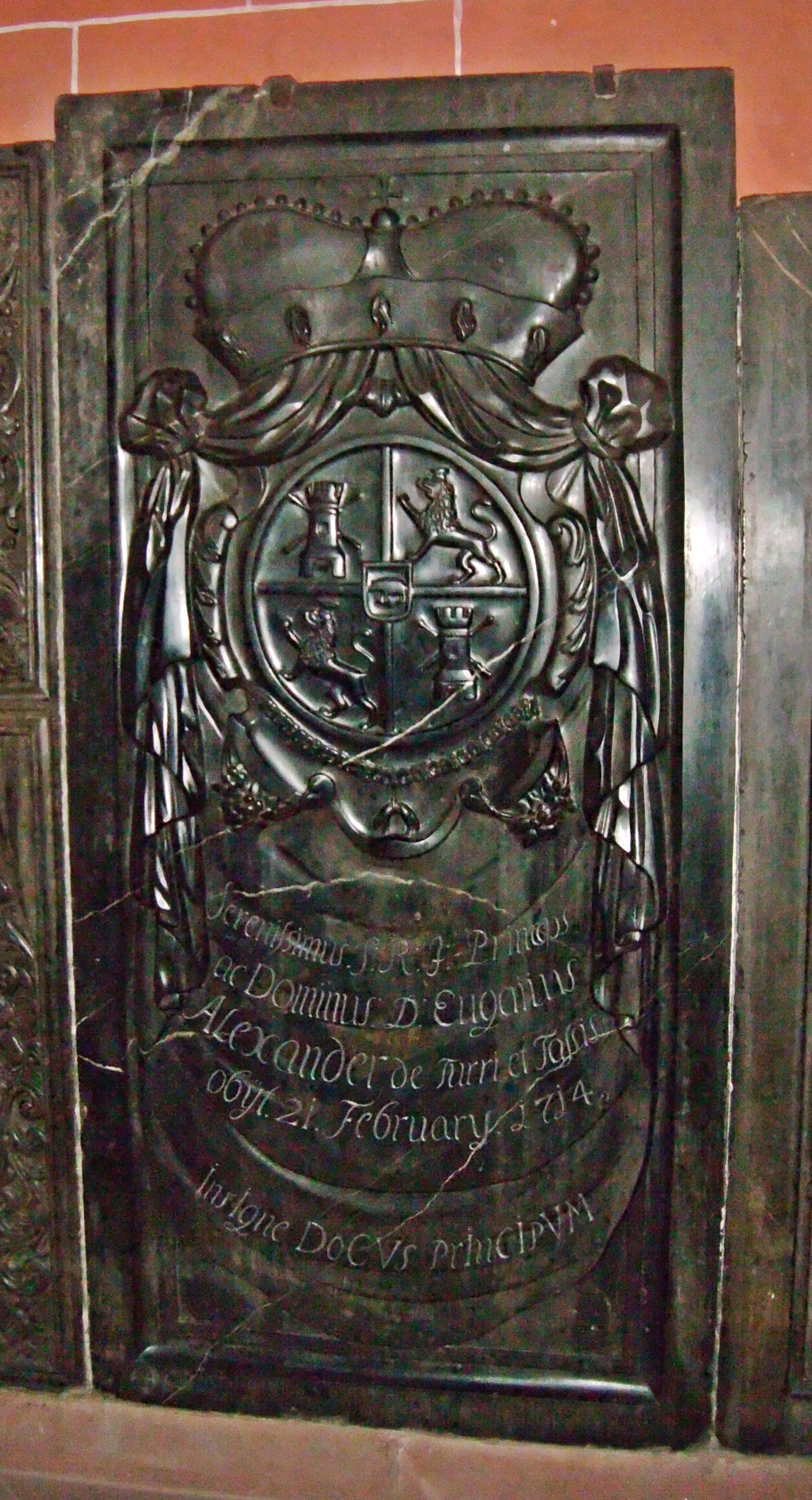
Epitaph in Frankfurt am Main, Kaiserdom St. Bartholomäus

Eugen Alexander von Thurn und Taxis (* getauft 11. Januar 1652 in Brüssel; † 21. Februar 1714 in Frankfurt am Main) war der erste Fürst von Thurn und Taxis.

## Leben
Eugen Alexander war der zweitälteste Sohn des Generalpostmeisters Lamoral Claudius Franz von Thurn und Taxis und dessen Ehefrau Anna Franziska Eugenia Gräfin von Horn. Nach dem Tod seines Vaters trat er im September 1676 die Nachfolge als Generalerbpostmeister der Kaiserlichen Reichspost, sowie als Generalpostmeister der Spanischen Niederlande an. 1681 ernannte ihn der letzte spanisch-habsburgische König Karl II. zum spanischen Fürsten und wertete die von Lamoral Claudius Franz erworbene Grafschaft Braine-le-Château zum Fürstentum unter dem Namen Principauté de la Tour et Tassis auf. Am 4. Oktober 1695 folgte seine Ernennung zum Reichsfürsten im Heiligen Römischen Reich durch Kaiser Leopold I., obwohl Eugen Alexander keinen Territorialbesitz im HRR hatte.
Er vermehrte seinen Besitz im Jahr 1700 noch um die Herrschaft Impden, musste die Spanischen Niederlande jedoch nach der französischen Besetzung im Spanischen Erbfolgekrieg verlassen und wurde 1701 vom neuen spanischen König Philipp V., einem Enkel des französischen Königs Ludwig XIV. als Generalpostmeister der Niederlande abgesetzt. Seine Besitztümer in den Spanischen Niederlanden unterlagen der französischen Konfiskation. Er übersiedelte 1702 nach Frankfurt am Main, wo unter seiner Leitung eine neue Zentrale der Kaiserlichen Reichspost entstand.
Am 26. November 1704 erhielt er Stimme und Sitz in der Fürstenbank des Kurrheinischen Kreises, obwohl er kein Territorium besaß. Als Gegenleistung musste er zwei berittene Männer sowie sechs weitere Männer stellen und das Reichskammergericht in Wetzlar jährlich mit 39 Gulden unterstützen.
In seinem 1713 entstandenen Testament legte er die Umwandlung des Familienbesitzes in ein Fideikommiss fest und schlug vor, dass die niederländischen Besitztümer zugunsten von Erwerbungen im Heiligen Römischen Reich verkauft werden sollten.
Nach seinem Tod wurde er beigesetzt im Kaiserdom St. Bartholomäus zu Frankfurt, wo sich sein prachtvoller Marmorepitaph erhalten hat.
Eugen Alexander war seit dem 24. März 1678 in erster Ehe mit Prinzessin Anna Adelheid von Fürstenberg-Heiligenberg († 13. November 1701) verheiratet, Tochter von Fürst Hermann Egon. In zweiter Ehe war Eugen Alexander seit dem 21. November 1703 mit Anna Augusta Gräfin von Hohenlohe-Waldenburg-Schillingsfürst († 21. September 1711) verheiratet, eine Tochter von Graf Ludwig Gustav.

## Nachkommen
- Anselm Franz (Taufe am 30. Januar 1681; † 8. November 1739), Nachfolger als Generalerbpostmeister, ⚭ mit Maria Ludovika Anna von Lobkowitz
- Jacob Lamoral, 1696 als Domherr zu Köln belegt
- Anna Franziska (Taufe am 24. (25.) Februar 1683; † 17. Januar 1763), ⚭ mit Franz Ernst Altgraf zu Salm-Reifferscheidt
- Eleonora Ferdinanda (Taufe am 18. September 1685; † 22. Dezember 1721), ⚭ mit Philipp Hugo Graf von Manderscheid-Kail
- Inigo Lamoral Felix Maria Franz (Taufe am 2. September 1686; † 16. August 1717), Soldat, gefallen vor Belgrad
- Anna Theresia (Taufe 18. Juni 1689), Nonne
- Maria Isabella Godofreda (Taufe am 1. Dezember 1691; † 22. April 1764) ⚭ mit Guillaume Alexandre Comte de Lannoy, Baron de Wignacourt
- Heinrich Franz (Taufe am 26. Februar 1682; † 4. Dezember 1700), Domherr zu Köln und Augsburg (illegitim)

im Kindesalter gestorben
- Dorothea (1679–1681)
- ungenannter Sohn (1680–1680)
- Lothar Franz (1705–1712)
- Maximilian Philipp Eleonore (1706–1706)
- Philipp Lamoral (1708–1708)
- Maria Josepha Franziska (1711–1711)